# Вильям Харазов
Вильям Харазов (род. 6 марта 1942, Тбилиси, Грузинская ССР) — известный советский и грузинский тренер по греко-римской борьбе, бывший спортсмен. В 1964 году ему было присвоено звание мастера спорта СССР.

## Спортивная и тренерская карьера
Вильям Харазов начал карьеру как борец, где отличался техникой и физической выносливостью. После завершения активных выступлений он полностью посвятил себя тренерской деятельности.
В ходе своей тренерской карьеры он внёс значительный вклад в подготовку ряда успешных спортсменов. Среди его воспитанников:
- братья Зураб и Георгий Датунашвили, выступавшие в весовой категории до 75 кг и встречавшиеся друг с другом в финале чемпионата Грузии;
- Ираклий Чочуа — призёр чемпионатов Европы и Кубка мира.

Многолетний опыт и профессионализм Харазова делают его одной из заметных фигур в истории грузинской спортивной школы.